# Joegoslavisch handbalteam (vrouwen)
Het Joegoslavisch handbalteam is het nationale vrouwenteam dat Joegoslavië vertegenwoordigde tijdens internationale handbalwedstrijden. Het team viel onder de verantwoordelijkheid van de Joegoslavische Handbalfederatie. Na het uiteenvallen van Joegoslavië werden de landenteams gevormd van Bosnië en Herzegovina, Kosovo, Kroatië, Montenegro, Noord-Macedonië, Servië en Slovenië.

## Resultaten

### Olympische Spelen
| Olympische Spelen | Olympische Spelen   | Olympische Spelen   | Olympische Spelen   | Olympische Spelen   | Olympische Spelen   | Olympische Spelen   | Olympische Spelen   | Olympische Spelen   |
| Jaar (teams)      | Resultaat           | Wed                 | W                   | G                   | V                   | DV                  | DT                  | DS                  |
| ----------------- | ------------------- | ------------------- | ------------------- | ------------------- | ------------------- | ------------------- | ------------------- | ------------------- |
| 1976 (6)          | Niet gekwalificeerd | Niet gekwalificeerd | Niet gekwalificeerd | Niet gekwalificeerd | Niet gekwalificeerd | Niet gekwalificeerd | Niet gekwalificeerd | Niet gekwalificeerd |
| 1980 (6)          | 2e                  | 5                   | 3                   | 1                   | 1                   | 107                 | 67                  | +40                 |
| 1984 (6)          | 1e                  | 5                   | 5                   | 0                   | 0                   | 143                 | 102                 | +41                 |
| 1988 (8)          | 4e                  | 6                   | 3                   | 0                   | 3                   | 110                 | 115                 | -5                  |
| Totaal            | 3/4                 | 16                  | 11                  | 1                   | 4                   | 360                 | 284                 | +76                 |

 Kampioenen   Runners-up   Derde plaats   Vierde plaats

### Wereldkampioenschap
| Wereldkampioenschap | Wereldkampioenschap | Wereldkampioenschap | Wereldkampioenschap | Wereldkampioenschap | Wereldkampioenschap | Wereldkampioenschap | Wereldkampioenschap | Wereldkampioenschap |
| Jaar                | Resultaat           | Wed                 | W                   | G                   | V                   | DV                  | DT                  | DS                  |
| ------------------- | ------------------- | ------------------- | ------------------- | ------------------- | ------------------- | ------------------- | ------------------- | ------------------- |
| 1957                | 3e                  | 5                   | 4                   | 0                   | 1                   | 41                  | 32                  | +9                  |
| 1962                | 4e                  | 5                   | 2                   | 1                   | 2                   | 28                  | 23                  | +5                  |
| 1965                | 2e                  | 4                   | 3                   | 0                   | 1                   | 31                  | 20                  | +11                 |
| 1971                | 2e                  | 5                   | 3                   | 1                   | 1                   | 57                  | 44                  | +13                 |
| 1973                | 1e                  | 6                   | 5                   | 0                   | 1                   | 73                  | 49                  | +24                 |
| 1975                | 5e                  | 7                   | 3                   | 1                   | 3                   | 116                 | 75                  | +41                 |
| 1978                | 5e                  | 7                   | 3                   | 1                   | 3                   | 112                 | 106                 | +6                  |
| 1982                | 3e                  | 7                   | 5                   | 1                   | 1                   | 160                 | 122                 | +38                 |
| 1986                | 6e                  | 7                   | 4                   | 1                   | 2                   | 150                 | 132                 | +18                 |
| 1990                | 2e                  | 7                   | 5                   | 0                   | 2                   | 169                 | 144                 | +25                 |
| Totaal              | 10/10               | 60                  | 37                  | 6                   | 17                  | 937                 | 747                 | +190                |

 Kampioenen   Runners-up   Derde plaats   Vierde plaats